# Sapão (cantor)
Jefferson Fernandes Luiz (Rio de Janeiro, 12 de novembro de 1978 – Rio de Janeiro, 19 de abril de 2019), mais conhecido por seu nome artístico MC Sapão ou simplesmente como Sapão, foi um cantor-compositor brasileiro que alcançou a fama na segunda metade dos anos 2000 com os sucessos "Diretoria" e "Eu Tô Tranquilão".

## Biografia

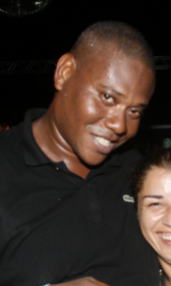
Sapão em 2010 com uma fã.

Jefferson Fernandes Luiz nasceu em 12 de novembro de 1978 no complexo de favelas do Alemão, no Rio de Janeiro. Seu apelido, "Sapão", que tinha desde a juventude, provinha de seu porte corpulento e olhos esbugalhados, que lhe davam a aparência de um sapo. Antes da fama trabalhou numa borracharia, como porteiro de uma creche e entregador de uma floricultura – e mais tarde em um restaurante. Em 1998 foi preso pela polícia sob alegações de tráfico de drogas, sendo liberado depois de oito meses por falta de provas; na prisão escreveu sua primeira canção, "Eu Sei Cantar", que dedicou à mãe, prometendo a ela que "usaria seu dom para o bem" depois de solto. (Em 2006, porém, outra controvérsia entre Sapão e a polícia surgiu após este supostamente participar em um funk proibidão de MC Colibri, também preso sob suspeitas de tráfico de drogas e apologia ao crime.)
Sapão então continuou a escrever canções, mas só iniciou sua carreira oficialmente em 2005, gravando a canção "Diretoria", que o catapultou à fama depois de extensivo airplay nas rádios do Rio de Janeiro. No ano seguinte lançou seu maior sucesso, "Eu Tô Tranquilão", e subsequentemente começou a aparecer em compilações produzidas por DJ Marlboro e a realizar shows por todo o país. Ao decorrer dos anos 2010, colaborações com DJ Tom e com a dupla de sertanejo universitário João Neto & Frederico também ocorreram.
Em 2012 lançou a canção "Rei do Baile", regravada em 2015 com participações de Mr. Catra e MC Guimê. Um videoclipe, orçado em R$ 200,000,00 foi rodado para a música.
Em 2013 sua canção "Classe A" foi incluída na trilha sonora da 21ª temporada da novela Malhação.
Sapão também era notável por cantar em festas de casamento, em particular a dos atores Bruno Gagliasso e Giovanna Ewbank em 2010.

### Problemas de saúde e morte
Sapão sempre teve problemas de saúde devido ao seu peso excessivo (pesava 160 quilos quando adulto); diagnosticado com diabetes tipo 2, em 2013 foi forçado a perder 50 quilos, alegando que "morreria" se não o fizesse.
Em 10 de abril de 2019 foi hospitalizado devido a um grave caso de pneumonia, vindo a morrer nove dias depois, em 19 de abril, aos 40 anos. Foi sepultado no dia seguinte no Cemitério da Penitência em Caju, deixando a esposa Alessandra Fernandes e quatro filhos: Pedro, Kevin, Odara e Brisa.
Sua performance no Rock in Rio VIII foi subsequentemente cancelada.

## Influências
Sapão afirmou numa entrevista de 2015 que seu estilo musical era majoritariamente influenciado por artistas americanos de funk, soul e pop como Michael Jackson, Stevie Wonder, Ray Charles e Lionel Richie.

## Discografia

### Compilações
| Ano  | Álbum |
| ---- | --- |
| 2006 | Funk Mix - Gravadora: Som Livre - Formato: CD - Contribuiu com a faixa "Boladão (Grito de um Guerreiro)" |

### Singles
| Ano  | Single                                            | Álbum                  |
| ---- | ------------------------------------------------- | ---------------------- |
| 2005 | "Diretoria"                                       | —                      |
| 2006 | "Eu Tô Tranquilão"                                | —                      |
| 2006 | "Boladão (Grito de um Guerreiro)"                 | Funk Mix               |
| 2013 | "Mocinho e Bandido" (part. João Neto & Frederico) | —                      |
| 2013 | "Classe A"                                        | Malhação Nacional 2013 |
| 2014 | "Vou Desafiar Você"                               | —                      |
| 2015 | "A Resenha" (part. DJ Tom)                        | —                      |
| 2015 | "Rei do Baile" (part. Mr. Catra e MC Guimê)       | —                      |